# Ngarmpun Vejjajiva
Ngarmpun Vejjajiva (en thaï:งามพรรณ เวชชาชีวะ, RTGS: Ngamphan Wetchachiwa, aussi connue comme Jane Vejjajiva, Londres, 27 janvier 1960) est une femme de lettres, auteure de littérature pour la jeunesse et traductrice thaïlandaise. Elle est la sœur de l'ancien premier ministre Abhisit Vejjajiva.

## Biographie
Elle naît au Royaume-Uni où ses parents sont étudiants en médecine. Elle a une infirmité motrice cérébrale durant l'accouchement et elle utilise un fauteuil roulant. En 1964 sa famille s'établit à Bangkok. Elle y grandit et étudie la littérature française à l'Université  Thammasat, obtient la licence ès-lettre du département de Français puis elle apprend le métier de traductrice et d'interprète à Bruxelles.
Elle fonde le magazine Puen Mai pour les enfants de 8 à 13 ans et travaille aujourd'hui pour la compagnie de copyrights Silkroad Publishers Agency.

### Romans
- ความสุขของกะทิ (The happiness of Kati), 2003 [2]. Ce roman a été traduit et édité en anglais, en français (d'après la traduction anglaise), en catalan, en japonais... et s'est vendu a plus de 350 000 exemplaires rien qu'en Thaïlande[3]. En 2009, ce célèbre ouvrage a fait l'objet d'une adaptation cinématographique[4] ;
- ความสุขของกะทิ ตอน ตามหาพระจันทร์ (The happiness of Kati : Chasing the Moon), 2006.

### Romans traduits en français
- Le bonheur de Kati, Galimard jeunesse, 2006[5],[6].
- L'histoire de Kati, Gallimard jeunesse, 2010[7]. A noter que l'ouvrage L'histoire de Kati contient en réalité deux titres originellement publiés séparément : Le bonheur de Kati (The happiness of Kati) ainsi que Les secrets de la lune (Chasing the Moon).

### Livres traduits en siamois
Jane Vejjajiva a traduit plus de vingt livres en thaïlandais. On peut citer par exemple :
- Vendredi ou la vie sauvage de Michel Tournier
- Journal de Zlata de Zlata Filipović[8]

- Soie (italien : Seta) d'Alessandro Barrico
- Le moine et le philosophe de Jean-François Revel et Matthieu Ricard
- The Trumpet of the Swan d'Elwyn Brooks White
- Harry Potter et la Coupe de feu (anglais : Harry Potter and the Goblet of Fire ; thaï : แฮร์รี่ พอตเตอร์กับถ้วยอัคนี) de J.K. Rowling
- La Quête de Despereaux (anglais : The Tale of Despereaux) de Kate DiCamillo
- Les petits garçons naissent aussi des étoiles d'Emmanuel Dongala
- La poule qui rêvait de voler (fable) (anglais : The Hen Who Dreamed She Could Fly : A Novel) de Hwang Sun-mi[9]

## Prix
- 1999 - Chevalier Ordre des Arts et des Lettres du ministère français de la Culture.
- 2006 - Prix des écrivains de l'Asie du Sud-Est (S.E.A Write Award)[10]